# Elaiussa Sebaste
Koordinaten: 36° 29′ 1″ N, 34° 10′ 25,4″ O

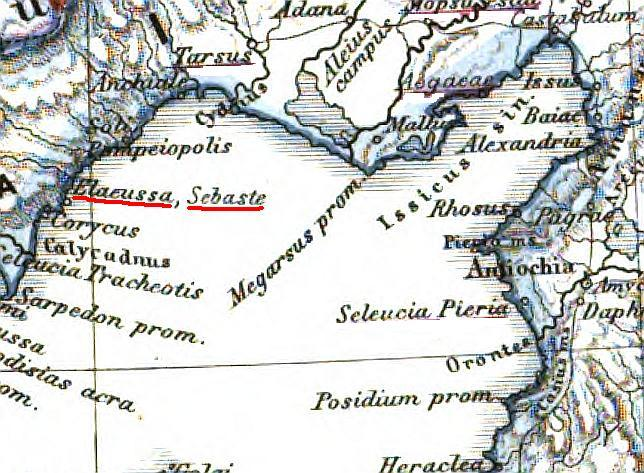
Elaiussa Sebaste an der kilikischen Küste.

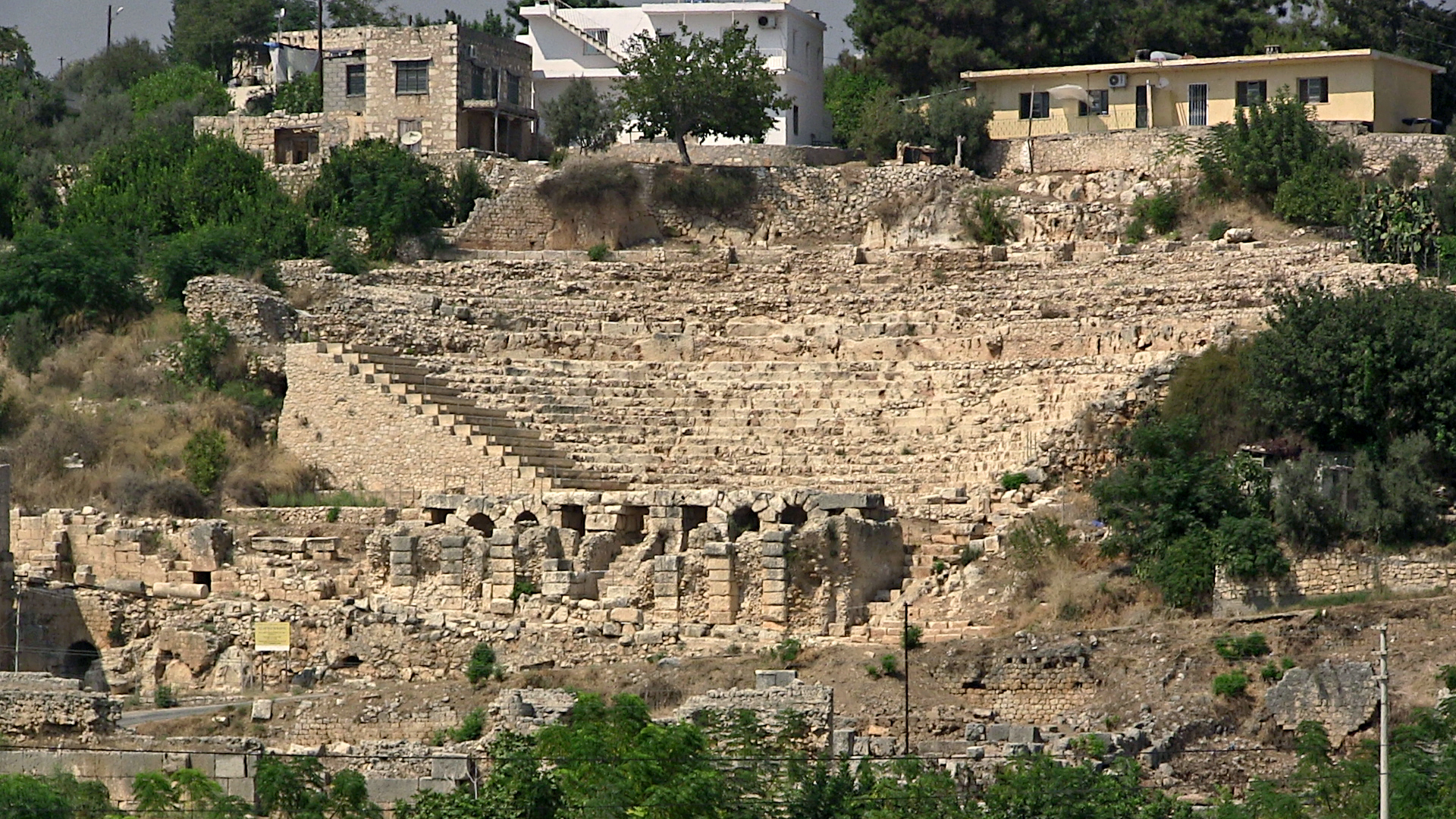
Theater in Elaiussa Sebaste

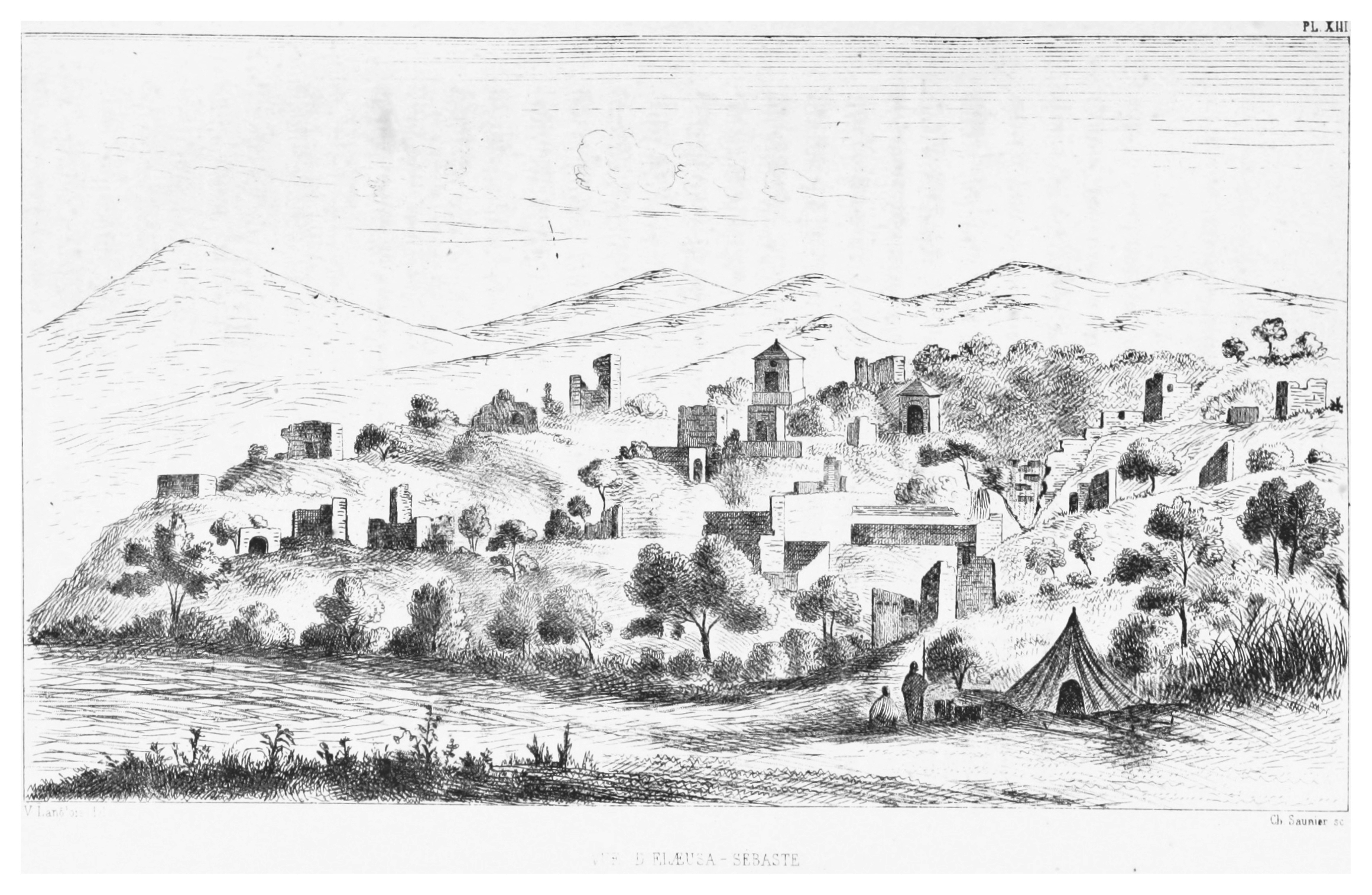
Türkische Dorfanlage und antike Ruinen (um 1860)

Elaiussa Sebaste ist eine antike Stadt und zeitweilige Königsresidenz an der Küste Kilikiens, beim heutigen Dorf Ayaş, rund 30 km östlich von Silifke in der türkischen Provinz Mersin. Es grenzt im Westen direkt an das antike Korykos, das heutige Kızkalesi.

## Lage der Stadt
Über die vorrömische Geschichte des Ortes ist wenig bekannt, erwähnt wird er zuerst im frühen 1. Jahrhundert v. Chr. Der ursprüngliche Kern der Stadt lag auf einer Insel unmittelbar an der Küste, die jedoch früh verlandete. Die Entwicklung von Elaiussa Sebaste wurde gefördert durch die günstige Lage an der Küstenstraße, die in der Antike Kleinasien mit Syrien verband, und die Einbeziehung der Stadt in den intensiven Handel in der Region. Wirtschaftlich bedeutend hierfür waren die ausgedehnten Wälder im Hinterland als Holzlieferanten und der Anbau von Wein und Oliven (griech. elaion), worauf der Name des Ortes vermutlich anspielt.

## Zeitweilige Königsresidenz
20 v. Chr. erweiterte der römische Kaiser Augustus das Reich des kappadokischen Klientel-Königs Archelaos I. um einen Teil der gebirgigen Regionen Kilikiens. Der Erwerb des kilikischen Küstenstreifens war für Archelaos Anlass, seine Residenz aus dem kappadokischen Mazaka auf die (wesentlich angenehmere und für Reisende besser erreichbare) kilikische Insel Elaiussa zu verlegen, wo er sich einen Palast erbauen ließ. Archelaos benannte den Ort zu Ehren von Kaiser Augustus in "Sebaste" um (nach Sebastos, der griechischen Form von Augustus). In seinem Palast in Elaiussa-Sebaste empfing Archelaos auch Staatsgäste, unter anderem seinen Schwager König Herodes den Großen von Judäa.
38 n. Chr. fiel die Stadt an Antiochos IV. von Kommagene. Seit 72 n. Chr. gehörte Elaiussa zur römischen Provinz Cilicia.
Der Niedergang der Stadt begann  im 3. Jahrhundert, besonders durch die Eroberung durch die Sassaniden im Jahr 260. In der Spätantike ist sie  als Bistum belegt und bestand wohl  bis zum Einfall der Araber fort.

## Erhaltene antike Gebäude
Gut erhalten sind ein Theater, die Agora, auf der in der Spätantike eine Kirche errichtet wurde, ein römischer Tempel, der zu einer Kirche umgebaut wurde, ein großer spätantiker Rundbau mit Portikus am Hafen, Reste von Aquädukten und Thermen. An den Straßen in der Umgebung der Stadt liegen zahlreiche, sehr gut erhaltene Nekropolen. Einige Kilometer im Landesinneren liegt die zeitweilig zu Elaiussa gehörende Stadt Kanytelleis. Etwa sieben Kilometer östlich liegt am Meer das Ruinengelände von Akkale, das vermutlich einen Palast und dazugehörige Gebäude darstellt. Es wird allgemein mit Elaiussa Sebaste in Verbindung gesehen.

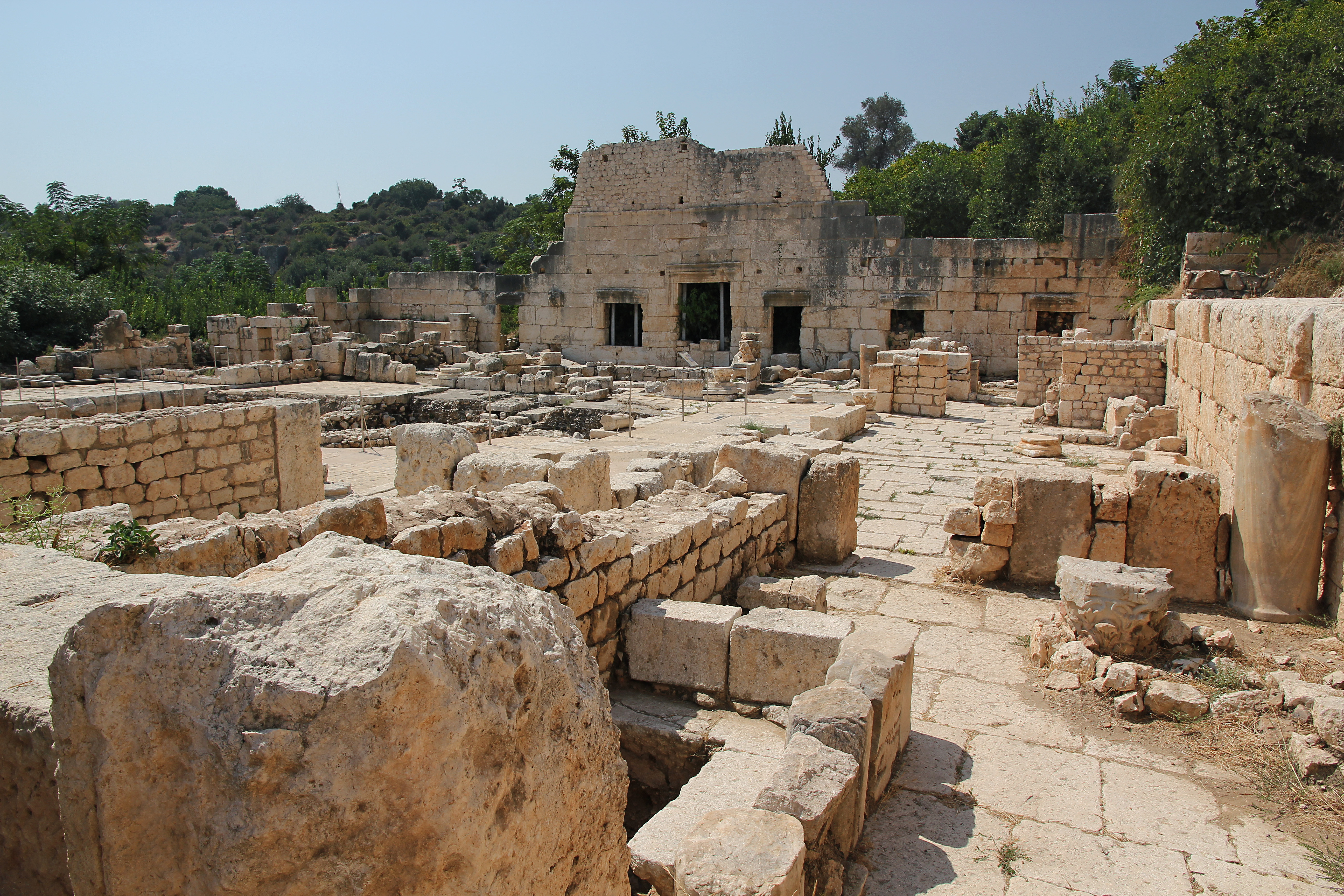
Agora und Basilika
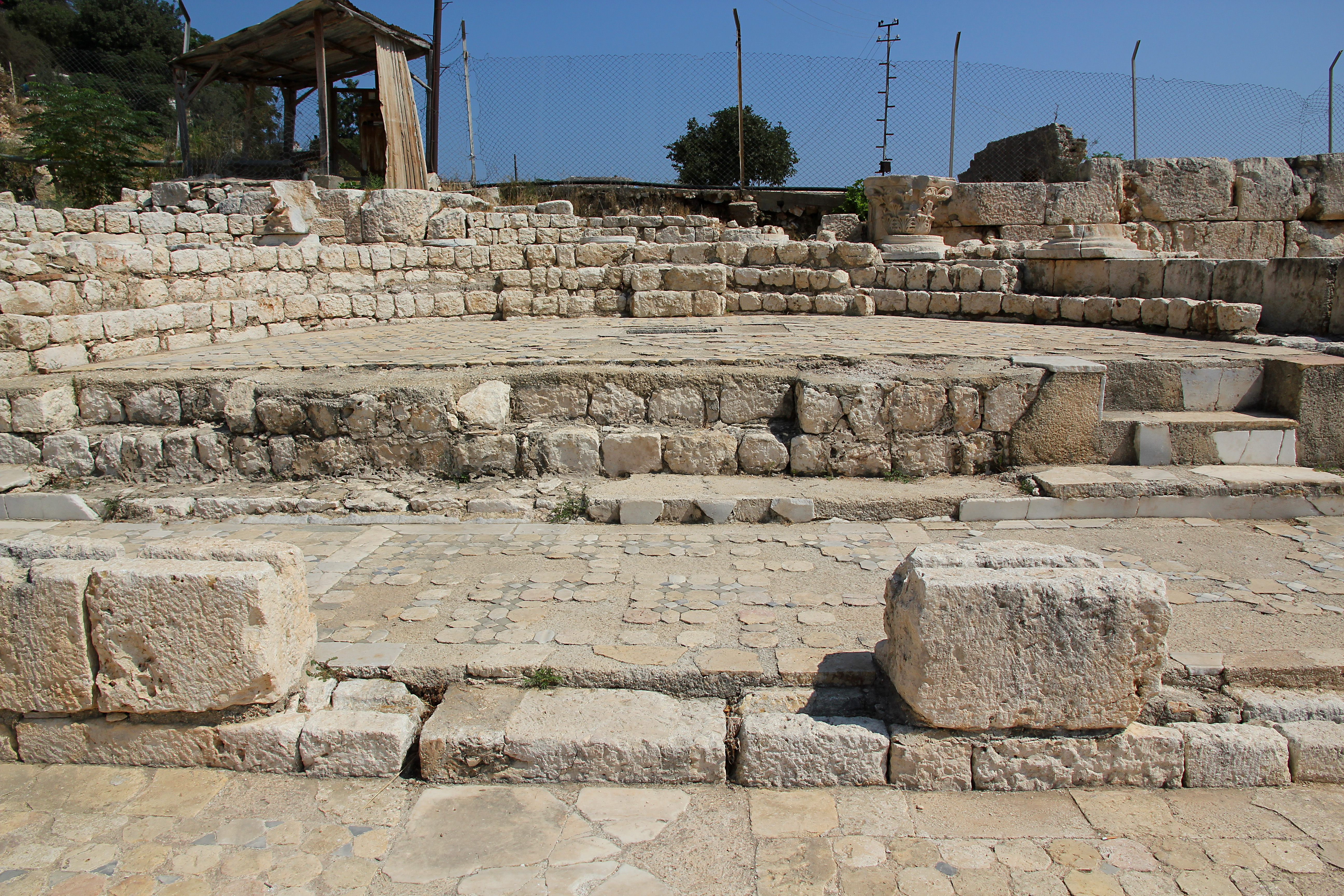
Ostapsis der Basilika
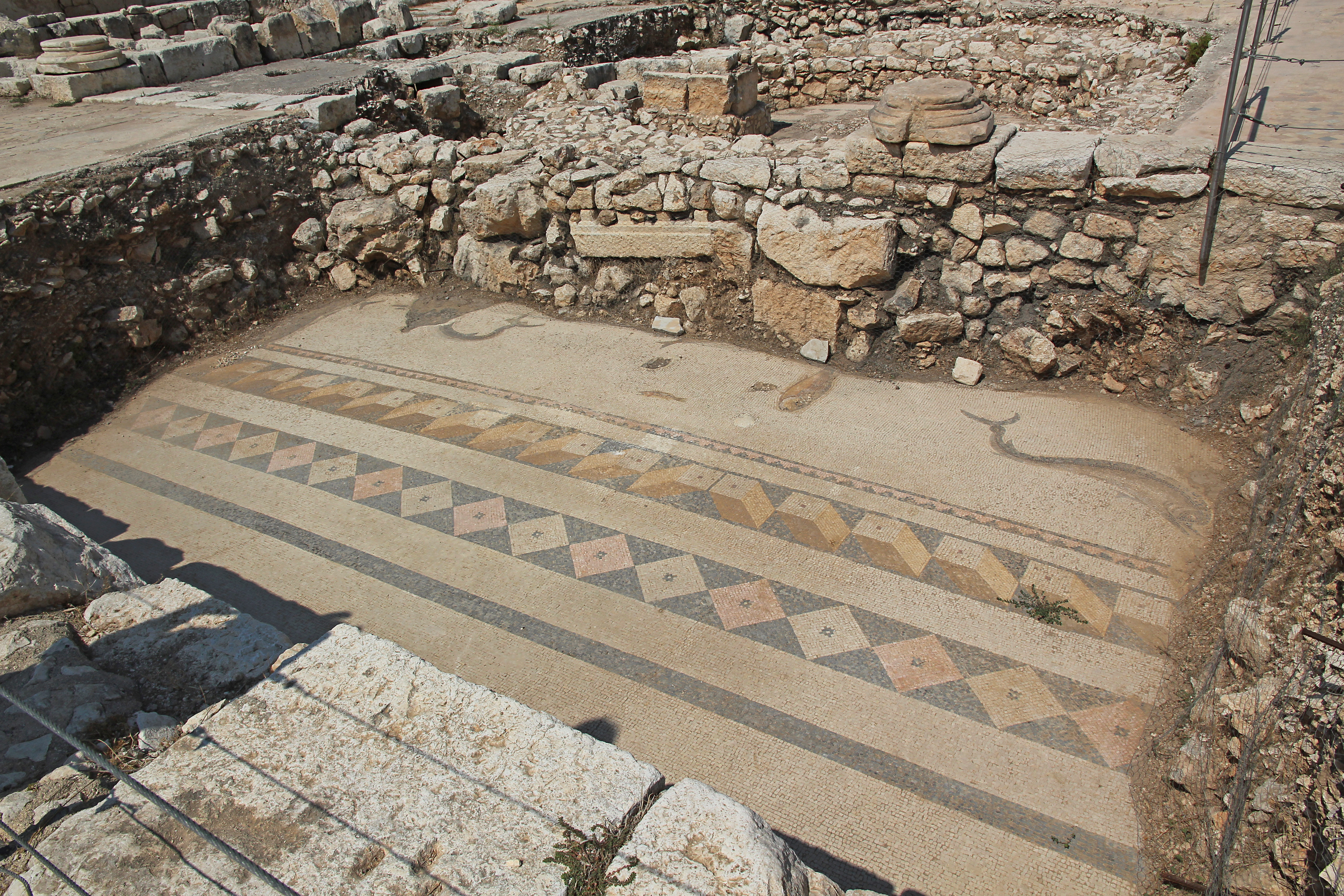
Fußbodenmosaik
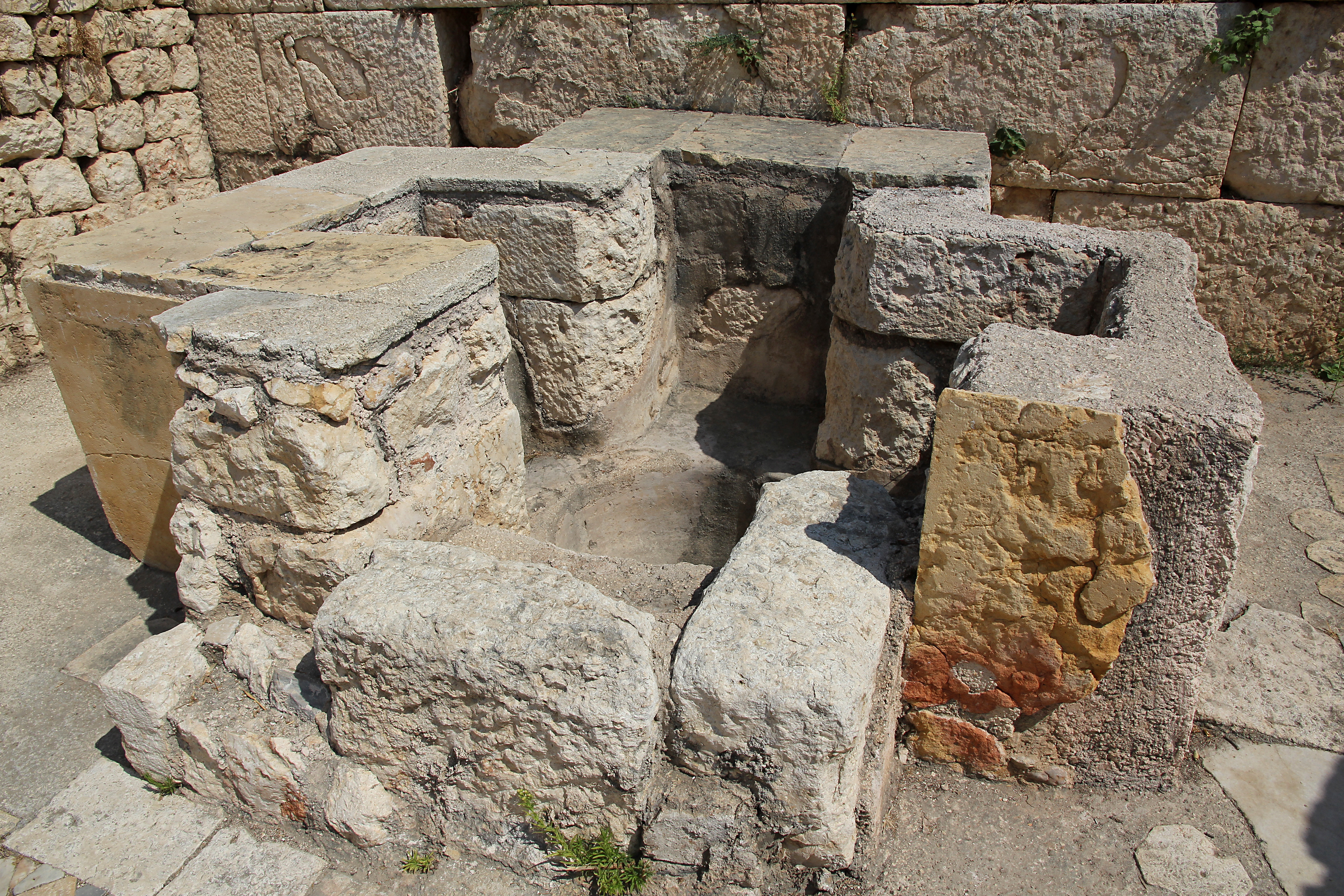
Taufbecken in der Basilika
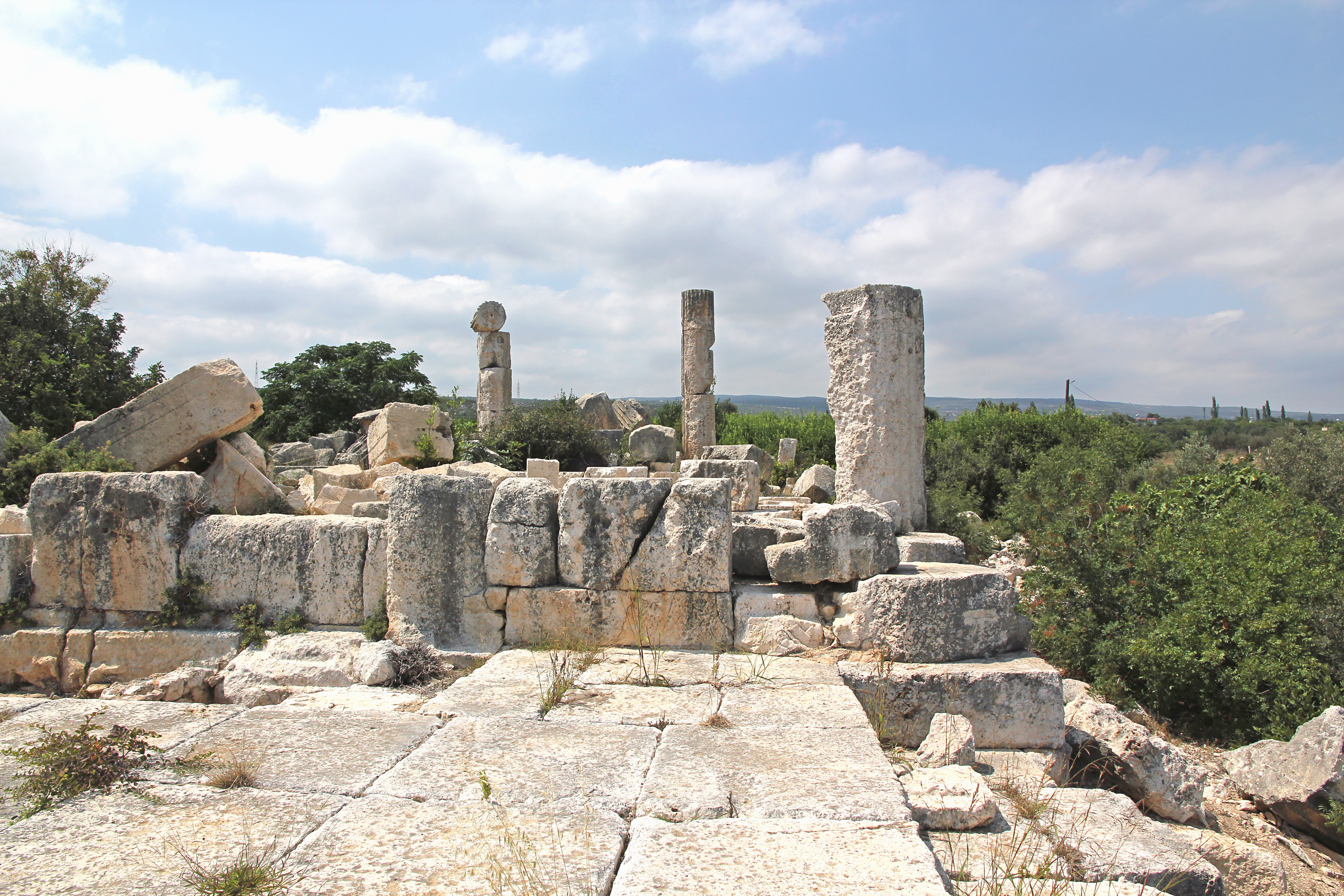
Tempel mit eingebauter Kirche
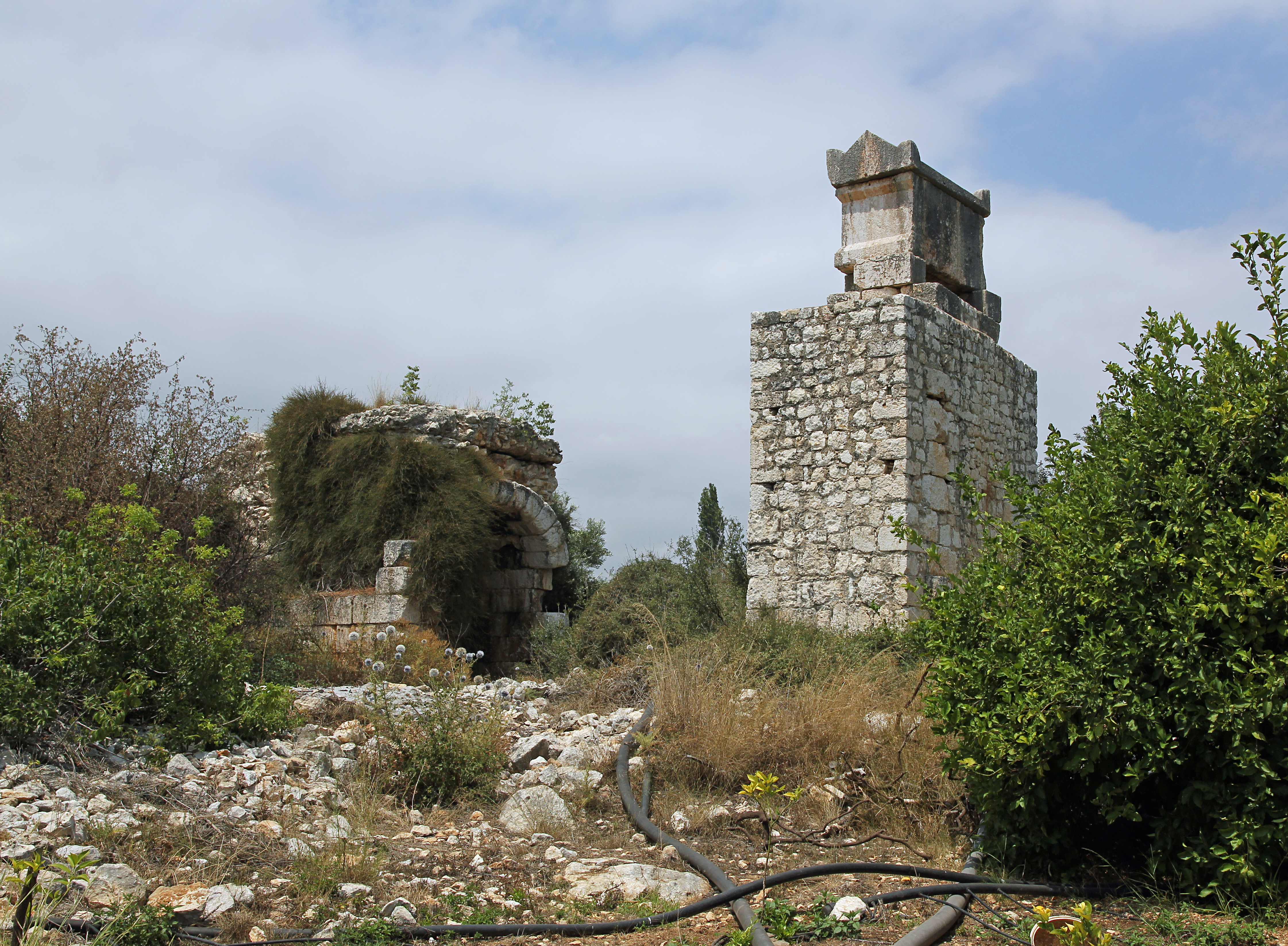
Grabtempel mit Sarkophag in Nekropole 7

## Ausgrabungen
Von 1995 bis 2022 gruben italienische Archäologen der Universität La Sapienza in Rom in Elaiussa Sebaste, zunächst unter Leitung von Eugenia Equini Schneider, dann von Marcello Barbanera. Seit 2024 leitet H. Asena Kızılarslanoğlu von der Universität Kastamonu die Grabung.